# Ronnie Båthman
Ronnie Båthman (ur. 24 kwietnia 1959 w Köping) – szwedzki tenisista.

## Kariera tenisowa
Karierę zawodową Båthman rozpoczął w 1983 roku, a zakończył w 1994 roku.
Swoje umiejętności skupił głównie na grze podwójnej, w której wygrał trzy turnieje kategorii ATP World Tour oraz osiągnął cztery finały. W zawodach wielkoszlemowych jego najlepszym wynikiem jest awans do półfinału Rolanda Garrosa z 1989 roku, grając w parze z Carlosem di Laurą.
W rankingu gry pojedynczej Båthman najwyżej był na 139. miejscu (24 marca 1986), a w klasyfikacji gry podwójnej na 38. pozycji (2 listopada 1992).

### Finały w turniejach ATP World Tour

#### Gra podwójna (3–4)
| Nazwa                        |
| ---------------------------- |
| Wielki Szlem                 |
| Igrzyska olimpijskie         |
| ATP Tour World Championships |
| ATP Masters Series           |
| ATP Championship Series      |
| ATP World Series             |

| Końcowy wynik | Nr | Data                 | Turniej       | Nawierzchnia    | Partner       | Przeciwnicy                       | Wynik finału  |
| ------------- | -- | -------------------- | ------------- | --------------- | ------------- | --------------------------------- | ------------- |
| Zwycięzca     | 1. | 15 lipca 1990        | Båstad        | Ceglana         | Rikard Bergh  | Jan Gunnarsson Udo Riglewski      | 6:1, 6:4      |
| Finalista     | 1. | 13 października 1990 | Tel Awiw-Jafa | Twarda          | Rikard Bergh  | Nduka Odizor Christo Van Rensburg | 3:6, 4:6      |
| Finalista     | 2. | 10 lutego 1991       | San Francisco | Dywanowa (hala) | Rikard Bergh  | Wally Masur Jason Stoltenberg     | 6:4, 6:7, 4:6 |
| Zwycięzca     | 2. | 14 lipca 1991        | Båstad        | Ceglana         | Rikard Bergh  | Magnus Gustafsson Anders Järryd   | 6:4, 6:4      |
| Finalista     | 3. | 10 listopada 1991    | Birmingham    | Dywanowa (hala) | Rikard Bergh  | Jacco Eltingh Paul Wekesa         | 5:7, 5:7      |
| Finalista     | 4. | 20 września 1992     | Kolonia       | Ceglana         | Libor Pimek   | Horacio de la Peña Gustavo Luza   | 7:6, 0:6, 2:6 |
| Zwycięzca     | 3. | 25 października 1992 | Wiedeń        | Dywanowa (hala) | Anders Järryd | Kent Kinnear Udo Riglewski        | 6:3, 7:5      |